# Ступников, Анатолий Петрович
 Анатолий Петрович Ступников  (род. 21 сентября 1930 года, д. Покровское Благовещенского района БАССР) — слесарь центральных ремонтных мастерских треста «Нефтепроводмонтаж» БАССР. Полный кавалер ордена Трудовой Славы.

## Трудовая биография
Анатолий Петрович Ступников трудиться начал слесарем Уфимского агрегатного производственного объединения после окончания в 1949 г. Уфимского ремесленного училища № 8.
С 1958 года работал слесарем Уфимского приборостроительного завода, с 1964 года — в центральных ремонтных мастерских треста «Нефтепроводмонтаж».
С 1988 года работал слесарем Всесоюзного научно-исследовательского института по строительству магистральных трубопроводов.
При участии Ступникова А. П. был построен газопровод Уренгой—Помары—Ужгород.
В 1998 году вышел на пенсию. Анатолий Петрович Ступников живёт в г. Уфе.

## Награды
За высокие производственные показатели в выполнении планов и социалистических обязательств, долголетний труд на одном предприятии А. П. Ступников награждён орденом Трудовой Славы I (1986), II (1981), III (1975) степени, медалями.